# Beru
Beru è un'isola situata nel Sud delle Isole Gilbert nell'Oceano Pacifico. Fa parte della Repubblica delle Kiribati.
Beru fu precedentemente chiamata Eliza, Francis Island, Maria, Peroat, Peru Island o Sunday.

## Geografia
Ha una superficie di 21 km², e una popolazione al 2005 di 2 169 abitanti.
Beru è parte di una più grande barriera corallina lunga circa 15 chilometri in direzione NW-SE e con 4,75 km di larghezza nel punto più ampio in direzione NE-SW.
L'isolotto misura 13,9 km di lunghezza e la larghezza varia tra 0,5 e 2,9 km. 
La laguna presente sull'isola è conosciuta con il nome di laguna Nuka.
L'isola è 96 km a est dell'atollo di Tabiteuea e 426 km a sud-est di Tarawa ed è prossima all'equatore (1°20'N di latitudine). L'isola più vicina a Beru è l'isola di Nikunau.